# The Bard’s Tale: Opowieści barda
The Bard’s Tale: Opowieści barda – fabularna gra akcji z 2004 roku, stworzona przez InXile Entertainment i wydana przez Vivendi. Produkcja nawiązuje do serii The Bard’s Tale.
Głosy postaci w oryginalnej wersji podkładają Cary Elwes (bard) i Tony Jay (narrator), zaś w polskiej, odpowiednio, Borys Szyc i Piotr Fronczewski.
Główny bohater, bezimienny bard, nie jest zainteresowany ratowaniem świata, a raczej napełnianiem własnej sakiewki. Jego przygody opisywane są przez narratora.